# Lijst van schrijvers over esoterie
Dit is een lijst van bekende schrijvers over esoterie waarvan reeds een artikel op Wikipedia bestaat.

## A-B
- Heinrich Cornelius Agrippa
- Albertus Magnus
- Elias Ashmole
- Alice Bailey
- Annie Besant
- Helena Blavatsky
- Thomas Browne
- Giordano Bruno
- E.A. Wallis Budge
- Edward Bulwer-Lytton

## C-D
- Carlos Castaneda
- Edgar Cayce
- Aleister Crowley
- Arthur Dee
- John Dee
- Giambattista della Porta
- Peter Deunov

## E-F
- Cassandra Eason
- Gerard Encausse (Papus)
- Julius Evola
- Antoine Faivre
- Dion Fortune
- Fulcanelli

## G-H
- Wouter Hanegraaff
- Peter H. Gilmore
- René Guénon
- George Gurdjieff
- Max Heindel
- Hermes Trismegistus

## I-J
- William Quan Judge

## K-L
- Gareth Knight
- Anton LaVey
- Charles Webster Leadbeater
- Éliphas Lévi

## M-N
- Simon Magus
- Giovanni Pico della Mirandola
- Robert Monroe
- Nostradamus

## O-P
- Paracelsus (Theophrastus Philippus Aureolus Bombastus von Hohenheim)

## R-S
- Paschal Beverly Randolph
- Arturo Reghini
- Wilhelm Reich
- Theodor Reuß
- Jelena Rjorich
- Gabrielle Roth
- Jozef Rulof
- Idries Shah
- Lewis Spence
- Starhawk
- Rudolf Steiner
- Emanuel Swedenborg

## T-W
- Johannes Trithemius
- Mellie Uyldert
- Doreen Valiente
- William Wynn Westcott
- Colin Wilson
- Robert Anton Wilson

## Y-Z
- Frances Yates
- William Butler Yeats
- Paramahansa Yogananda